# Astro SuperSport
Astro SuperSport est un réseau de télévision par satellite en Malaisie consacré à la diffusion de contenu sportif. Lancé en 1996, c'est l'un des canaux originaux d'Astro. Astro SuperSport diffuse une variété d'événements sportifs internationaux tels que le football, le badminton, le sport automobile, le rugby, le volleyball, le golf et les spectacles de la WWE.